# Federación Navarra de Balonmano
La Federación Navarra de Balonmano (FNBM) el organismo que gestiona el balonmano en la Comunidad Foral de Navarra.

## Sede
Las oficinas de este organismo se encuentran situadas en la 3ª planta de la calle Paulino Caballero N.º 13, en Pamplona.